# Erebia postnigra
Erebia postnigra är en fjärilsart som beskrevs av Vorbrodt 1921. Erebia postnigra ingår i släktet Erebia och familjen praktfjärilar. Inga underarter finns listade i Catalogue of Life.